# La Vall d’en Bas
La Vall d’en Bas település Spanyolországban, Girona tartományban. La Vall d’en Bas Riudaura, Olot, Les Preses, Sant Feliu de Pallerols, Rupit i Pruit, L’Esquirol, Sant Pere de Torelló és Vidrà községekkel határos. Lakosainak száma 3219 fő (2024).

## Népesség
A település népessége az elmúlt években az alábbi módon változott:
| Lakosok száma | 1847 | 4554 | 4489 | 3513 | 2594 | 2591 | 2780 | 2965 | 3072 | 3219 |
|               | 1717 | 1887 | 1936 | 1960 | 1986 | 2004 | 2009 | 2014 | 2019 | 2024 |